# Suzanne Madden
Suzanne Madden es una astrónoma estadounidense que trabaja como investigadora en el Centro de Investigación Nuclear Saclay en París, Francia. La Sociedad Astronómica Estadounidense honró su trabajo al otorgarle el Premio Annie Jump Cannon en 1995.
Madden ha estudiado las galaxias enanas y el medio interestelar en otras galaxias. Tiene tiempo garantizado en el Observatorio Espacial Herschel .
Suzanne ha sido miembro activa de la Unión Astronómica Internacional con afiliaciones pasadas en la División VIII Galaxias y el Universo (hasta 2012) y la Comisión 28 Galaxias (hasta 2015). Sus afiliaciones actuales incluyen la División H Materia Interestelar y Universo Local y la División J Galaxias y Cosmología.